# Caradrina brandti
Caradrina brandti är en fjärilsart som beskrevs av Charles Boursin 1939. Caradrina brandti ingår i släktet Caradrina och familjen nattflyn. Inga underarter finns listade i Catalogue of Life.